# South Fork (Nevada)
South Fork é uma área não incorporada do condado de Elko, estado do Nevada, nos Estados Unidos.

## História
A região de South Fork foi colonizada por homens de etnia branca em 1867. South Fork era no século XIX- até à revolução automóvel uma paragem de carruagens e havia um hotel que encerrou em 1871. Contudo, a estação de correios reabriu e encerrou em 1877. Atualmente é conhecida como Shepherd's Station e é uma área de atividades recreativas, com atividades de caça, pesca e campismo.